# Kelurahan Pasar Rantau Panjang
Kelurahan Pasar Rantau Panjang is een bestuurslaag in het regentschap Merangin van de provincie Jambi, Indonesië. Kelurahan Pasar Rantau Panjang telt 3897 inwoners (volkstelling 2010).